# Filips I van Nassau-Wiesbaden
Filips I van Nassau-Wiesbaden bijgenaamd ‘der Altherr’ (Keulen, 26 april 1492 – Idstein, 6 juni 1558), Duits: Philipp I. Graf von Nassau-Wiesbaden,  was graaf van Nassau-Wiesbaden-Idstein, een deel van het graafschap Nassau. Hij stamt uit de Walramse Linie van het Huis Nassau.

## Biografie
Filips was de enige zoon van graaf Adolf III van Nassau-Wiesbaden en Margaretha van Hanau-Lichtenberg, dochter van graaf Filips I van Hanau-Lichtenberg en Anna van Lichtenberg. Hij volgde in 1511 zijn vader op.

### Rijkspolitiek en Reformatie
In tegenstelling tot zijn vader, die actief aan het rijksbeleid deelgenomen had en ook voor keizer Maximiliaan I meermaals in de Nederlanden actief was geweest, beperkte Filips zijn activiteiten vrijwel geheel tot de regering van zijn erflanden, vooral omdat Adolf in Oostenrijkse dienst veel geld zonder compensatie had moeten uitgeven en daardoor meer schulden dan goed was, had achtergelaten.
Rijksdagen bezocht hij zelden. Wel de Rijksdag van Augsburg in 1530. Hij nam daarentegen actief deel aan de vergaderingen van de Wetterauer Grafenverein over de gemeenschappelijke vertegenwoordiging van hun belangen en het behoud of de uitbreiding van hun rechten. Daartoe hielden de graven regelmatig bijeenkomsten in Diez, Mainz, Frankfurt, etc. Maar ook deze bezocht hij niet altijd persoonlijk vanwege zijn zwakke gezondheid, vooral in de latere jaren van zijn leven, waarin hij bijna blind werd. Deze omstandigheid kan op zijn karakter ingewerkt hebben, omdat hij weinig geneigd was om energiek in de loop van de gebeurtenissen in te grijpen.
Filips zelf bleef katholiek. Maar hij nam tegenover de Reformatie een eerder passieve houding aan. Hij hinderde deze pogingen niet, maar vooralsnog steunde hij ze ook niet. Dit leidde tot bepaalde problemen in de bezittingen, die hij met anderen deelde en waar de andere heren de Reformatie bespoedigden. Wellicht werd hij afgeschrikt omdat tijdens de Duitse Boerenoorlog ook in de stad Wiesbaden onlusten uitgebroken waren, die overigens eenvoudig onderdrukt werden en waarbij strenge straffen volgden.
Zijn plichten als rijksvorst kwam Filips trouw na, hoewel hij klaagde over de hoogte van zijn bijdrage. Op de Rijksdag van Regensburg in 1532 beloofden Filips en Filips III van Nassau-Weilburg 16 ruiters en 80 infanteristen aan keizer Karel V. Deze zouden in de oorlog tegen het Ottomaanse Rijk ingezet moeten worden.
Pas in het begin van de jaren veertig gaf Filips verdere weerstand tegen de Reformatie op. Beslissend daarvoor was een decreet van december 1542 en de beroeping van geestelijken die de nieuwe leer toegedaan waren. Tegelijkertijd werd een bestaande school in Wiesbaden in een Latijnse school omgezet.
Filips nam niet deel aan de Schmalkaldisch Verbond en nam ook niet deel aan de Schmalkaldische Oorlog of de Vorstenopstand tegen Karel V. Hij zag zich echter genoodzaakt het Interim van Augsburg in te voeren en visitaties  toe te staan. In 1552 werd zijn grondgebied door de soldaten van markgraaf Albrecht II Alcibiades van Brandenburg-Kulmbach verwoest. In hetzelfde jaar keerde de lutherse geestelijkheid terug en sindsdien was deze confessie stevig gevestigd. Klooster Klarenthal werd in 1553 ontbonden.
Op 26 juni 1553 deed Filips ‘der Jungherr’ de definitieve stap om de reformatie in Idstein door te zetten met de beroeping van een lutherse predikant. Op 20 juli 1553 vond het klooster te Idstein juridisch zijn einde als katholieke instelling, toen Filips ‘der Jungherr’ de juridische en economische onafhankelijkheid van het klooster introk.

### Lokaal bestuur
Samen met zijn buren wist hij de geschillen die ontstonden meerdere malen in der minne te schikken. Zijn onderdanen bewees hij rechtvaardig en mild te en vooral voor de stad Wiesbaden, toen deze in 1547 door een grote brand op 25 april geteisterd werd. Zijn religieuze overtuiging wordt bewezen door de instelling van een wekelijkse mis in 1525; zijn jongste zoon Balthasar liet hij in 1535 tot de Duitse Orde toetreden. De burgers van Wiesbaden beloofde hij in 1546 tegen betaling van 100 gulden het verblijf van Joden in hun stad niet meer toe te staan.
In 1536 stelde Filips zijn gelijknamige oudste zoon, die ter onderscheid ‘der Jungherr’ werd genoemd, aan als mederegent.
In 1554 verdeelde Filips ‘der Altherr’ zijn bezittingen tussen zijn twee oudste zoons. Hij overleed op 6 juni 1558 te Idstein, en werd begraven in de Uniekerk aldaar.

## Grafsteen en grafmonument

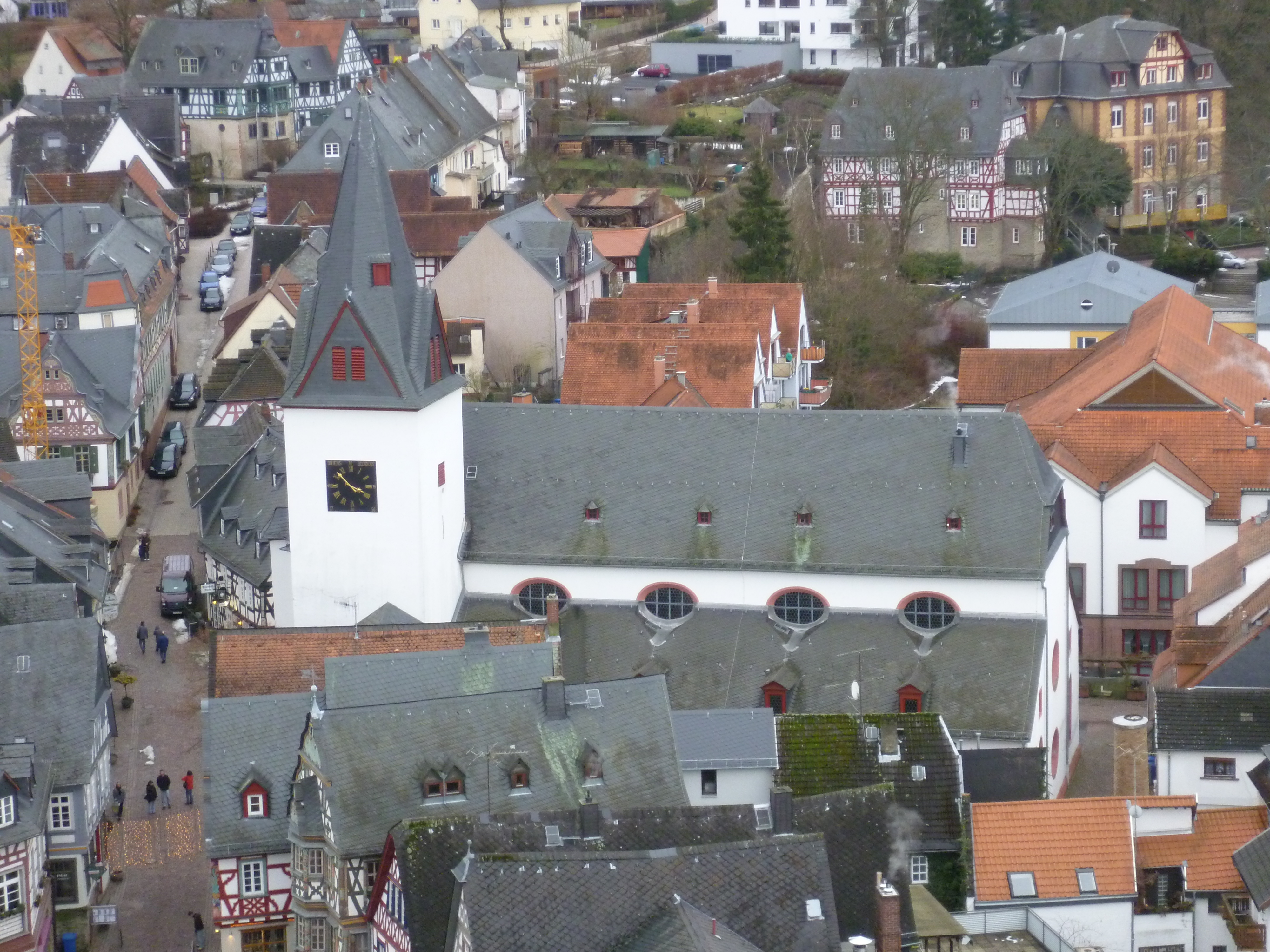
De Uniekerk te Idstein

De grafsteen werd in 1875 onder het hoogaltaar ontdekt, waar hij zich nog altijd samen met de grafsteen voor zijn echtgenote bevindt. De rechthoekige steen van rode zandsteen toont in bas-reliëf de figuur van de graaf met kaal hoofd in harnas met een eenvoudige omlijsting van twee met bladeren versierde zuilen die uit een tweezonige pilaster opstijgen en aan weerszijden van het hoofd in een rozenknop eindigen. Op de rand van de steen zonder lijnen een rondlopende grafinscriptie, in de bovenste hoeken twee wapenschilden. Het onderste kwart van het steenoppervlak is vernield, met verlies van de inscriptie, de aan de voeten van de figuur liggende helm en de wapenschilden. De braguette is versleten. De grafsteen heeft een iets kortere tekst dan het grafmonument en luidt: “ANNO · l · 5 · 5 · 8 · DE(N) · 6 / JVNY · STARB · DER · WOLGEBORN · PHILIPS · GRAVE · ZV · NASAW [HER · ZV · WISBADEN · VND] / ITZSTEIN · DEM · GOTT · EI(NE) · SELIGE · VFFERSTEHV(N)G · VERLEIHE(N) · WOL”.

Het reeds in de 17e eeuw beschadigde en later verminkte en veranderde grafmonument van witte kalksteen is aan de oostelijke wand van het ridderkoor geplaatst. Het grafmonument heeft een rijke Renaissance-architectuur die zich boven de brede sokkel met de grafinscripties voor Filips en Adriana verheft. De twee staande figuren van het echtpaar zijn in deze lijst geplaatst; een rijkelijk versierd driehoekig fronton vormde oorspronkelijk het bovenste uiteinde van het monument. Inmiddels ontbreekt naast dit fronton ook het grootste deel van de linker pilaster, waarop de wapenschilden van de zijde van de man waren geplaatst. In Adriana's inscriptie begint de eerste regel met een bredere woordruimte en gaat dan dichter bij elkaar in de volgende regels met smallere, dichter bij elkaar staande letters. De H toont een naar beneden uitpuilende balk, de bogen van B en R zijn open. Er zijn hoofdletters gebruikt; de woordverdeling wordt gekenmerkt door kleine driehoekjes. De inscriptie voor Filips luidt: “ANNO · l · 5 · 58 · DE(N) · 6 · JVNY · STARB / DER · WOLGEBORN · PHILIPS · GRAVE / ZV · NASSAW · HER · ZV · WISBADEN / VND · ITZSTEIN · DES · SELE · GOTT / DER · ALMECHTIG · EIN · SELIGE / VFFERSTEHVNG · VERLEIHE(N) · WOLL · A(MEN)” en de inscriptie voor Adriana luidt: “ANNO · l · 5 · 24 · DEN · 27 · JVNY / STARB · DIE · WOLGEBORN · ADRIANA / GEBORNE · GRAVIN · ZV · BERGEN VND / WALEN · GRAVIN · ZV · NASS(AW) · FRAW · ZV / WISBA(DEN) · V(N)D · ITZST(EIN) · DER · GOT · EI(NE) · SELIGE / VFFERSTEVNG · VERLEIHE(N) · WOLLE A(MEN)”.

## Huwelijk en kinderen
Filips ‘der Altherr’ huwde te Bergen op Zoom op 24 augustus 1514 met Adriana van Glymes (Slot Wouw, 9 maart 1495 – 27 juni 1524), de oudste dochter van Jan III van Glymes, heer van Bergen op Zoom en Adriana van Brimeu.

Uit dit huwelijk werden de volgende kinderen geboren:
1. Catherina (1515 – 1540), huwde in 1538 met Johan II van Hohenfels († 1573).
2. Filips II ‘der Jungherr’ (1516 – Sonnenberg, 3 januari 1566), was sinds 1536 mederegent van zijn vader, werd in 1554 graaf van Nassau-Wiesbaden, erfde in 1556 Idstein van zijn broer Adolf, maar stond dat in 1564 af aan zijn broer Balthasar.
3. Margaretha (1517 – 24 maart 1596), was abdis van Klooster Walsdorf bij Idstein sinds 1554.
4. Adolf IV (1518 – Idstein, 5 januari 1556), werd in 1554 graaf van Nassau-Idstein.
5. Balthasar (1520 – 11 januari 1568), werd in 1564 graaf van Nassau-Idstein en erfde in 1566 Wiesbaden van zijn broer Filips ‘der Jungherr’.
6. Anna (1520 – Klooster Walsdorf, 1594), was non in Klooster Walsdorf bij Idstein.

### Buitenechtelijk kind
Filips ‘der Altherr’ had één buitenechtelijk kind bij het kamermeisje Gielgin:
1. Dochter (20 maart 1541 – ?).

## Voorouders
| Voorouders van Filips I ‘der Altherr’ van Nassau-Wiesbaden | Voorouders van Filips I ‘der Altherr’ van Nassau-Wiesbaden                                     | Voorouders van Filips I ‘der Altherr’ van Nassau-Wiesbaden                                     | Voorouders van Filips I ‘der Altherr’ van Nassau-Wiesbaden                                     | Voorouders van Filips I ‘der Altherr’ van Nassau-Wiesbaden                                     | Voorouders van Filips I ‘der Altherr’ van Nassau-Wiesbaden                                     | Voorouders van Filips I ‘der Altherr’ van Nassau-Wiesbaden                                     | Voorouders van Filips I ‘der Altherr’ van Nassau-Wiesbaden                                     | Voorouders van Filips I ‘der Altherr’ van Nassau-Wiesbaden                                     |
| ---------------------------------------------------------- | ---------------------------------------------------------------------------------------------- | ---------------------------------------------------------------------------------------------- | ---------------------------------------------------------------------------------------------- | ---------------------------------------------------------------------------------------------- | ---------------------------------------------------------------------------------------------- | ---------------------------------------------------------------------------------------------- | ---------------------------------------------------------------------------------------------- | ---------------------------------------------------------------------------------------------- |
| Betovergrootouders                                         | Walram IV van Nassau-Wiesbaden-Idstein (1348/54–1393) ⚭ 1374 Bertha van Westerburg (?–1418)    | Bernhard I van Baden (1364–1431) ⚭ 1398 Anna van Oettingen (ca. 1380–1442)                     | Johan I van Nassau-Siegen (ca. 1339–1416) ⚭ 1357 Margaretha van der Mark (?–1409)              | Jan III van Polanen (?–1394) ⚭ 1390 Odilia van Salm (?–1428)                                   | Ulrich IV van Hanau (?–1380) ⚭ 1366/67 Elisabeth van Wertheim (?–1378)                         | Hendrik II van Nassau-Beilstein (?–1412) ⚭ 1383 Catharina van Randerode (?–1415)               | Lodewijk IV van Lichtenberg (?–1434) ⚭ 1409 Anna van Baden (1399–1421)                         | Albrecht I van Hohenlohe-Weikersheim (?–1429) ⚭ 1413 Elisabeth van Hanau (?–1475)              |
| Overgrootouders                                            | Adolf II van Nassau-Wiesbaden-Idstein (1386–1426) ⚭ 1418 Margaretha van Baden (1404–1442)      | Adolf II van Nassau-Wiesbaden-Idstein (1386–1426) ⚭ 1418 Margaretha van Baden (1404–1442)      | Engelbrecht I van Nassau-Siegen (ca. 1370–1442) ⚭ 1403 Johanna van Polanen (1392–1445)         | Engelbrecht I van Nassau-Siegen (ca. 1370–1442) ⚭ 1403 Johanna van Polanen (1392–1445)         | Reinhard II van Hanau (?–1451) ⚭ 1407 Catharina van Nassau-Beilstein (?–1459)                  | Reinhard II van Hanau (?–1451) ⚭ 1407 Catharina van Nassau-Beilstein (?–1459)                  | Lodewijk V van Lichtenberg (1417–1471) ⚭ 1441 Elisabeth van Hohenlohe-Weikersheim (?–1488)     | Lodewijk V van Lichtenberg (1417–1471) ⚭ 1441 Elisabeth van Hohenlohe-Weikersheim (?–1488)     |
| Grootouders                                                | Johan van Nassau-Wiesbaden-Idstein (1419–1480) ⚭ 1437 Maria van Nassau-Siegen (1418–1472)      | Johan van Nassau-Wiesbaden-Idstein (1419–1480) ⚭ 1437 Maria van Nassau-Siegen (1418–1472)      | Johan van Nassau-Wiesbaden-Idstein (1419–1480) ⚭ 1437 Maria van Nassau-Siegen (1418–1472)      | Johan van Nassau-Wiesbaden-Idstein (1419–1480) ⚭ 1437 Maria van Nassau-Siegen (1418–1472)      | Filips I van Hanau-Lichtenberg (1417–1480) ⚭ 1458 Anna van Lichtenberg (1442–1474)             | Filips I van Hanau-Lichtenberg (1417–1480) ⚭ 1458 Anna van Lichtenberg (1442–1474)             | Filips I van Hanau-Lichtenberg (1417–1480) ⚭ 1458 Anna van Lichtenberg (1442–1474)             | Filips I van Hanau-Lichtenberg (1417–1480) ⚭ 1458 Anna van Lichtenberg (1442–1474)             |
| Ouders                                                     | Adolf III van Nassau-Wiesbaden (1443–1511) ⚭ 1484 Margaretha van Hanau-Lichtenberg (1463–1504) | Adolf III van Nassau-Wiesbaden (1443–1511) ⚭ 1484 Margaretha van Hanau-Lichtenberg (1463–1504) | Adolf III van Nassau-Wiesbaden (1443–1511) ⚭ 1484 Margaretha van Hanau-Lichtenberg (1463–1504) | Adolf III van Nassau-Wiesbaden (1443–1511) ⚭ 1484 Margaretha van Hanau-Lichtenberg (1463–1504) | Adolf III van Nassau-Wiesbaden (1443–1511) ⚭ 1484 Margaretha van Hanau-Lichtenberg (1463–1504) | Adolf III van Nassau-Wiesbaden (1443–1511) ⚭ 1484 Margaretha van Hanau-Lichtenberg (1463–1504) | Adolf III van Nassau-Wiesbaden (1443–1511) ⚭ 1484 Margaretha van Hanau-Lichtenberg (1463–1504) | Adolf III van Nassau-Wiesbaden (1443–1511) ⚭ 1484 Margaretha van Hanau-Lichtenberg (1463–1504) |